# Az igazság ára (televíziós sorozat)
Az igazság ára (eredeti cím: The Lincoln Lawyer) 2022-től vetített amerikai drámasorozat, amelyet David E. Kelley alkotott, Michael Connelly A hazugság csapdájában című regénye alapján. A főbb szerepekben Manuel Garcia-Rulfo, Neve Campbell, Becki Newton, Jazz Raycole, Angus Sampson, Christopher Gorham látható.
Amerikában és Magyarországon 2022. május 13-án mutatta be a Netflix.
2023 augusztusában berendelték a harmadik évadot.

## Cselekmény
Mickey Haller ügyvédként dolgozik a Lincoln Navigatornál Los Angelesben. A férfi Lincoln-rajongó, több Lincoln tulajdonosa. Miközben ügyeket intéz, gyakran szokott látni egy 1963-as Lincoln Continental négyajtós kabriót.

## Szereplők

### Főszereplők
| Szereplők                    | Színész                     | Magyar hang           | Leírás | Évad |
| ---------------------------- | --------------------------- | --------------------- | --- | ---- |
| Mickey Haller                | Manuel Garcia-Rulfo         | Varga Gábor           | Büntetőjogi védőügyvéd és gyógyulóban lévő függő.                                                                                           | 1–   |
| Mickey Haller                | Adan James Carillo (gyerek) | Kovács András Bátor   | Büntetőjogi védőügyvéd és gyógyulóban lévő függő.                                                                                           | 1.   |
| Mickey Haller                | Gabriel Negret (gyerek)     | Holló-Zsadányi Norman | Büntetőjogi védőügyvéd és gyógyulóban lévő függő.                                                                                           | 2.   |
| Maggie McPherson             | Neve Campbell               | Németh Borbála        | Mickey első volt felesége és büntetőügyész.                                                                                                 | 1–2. |
| Lorna Crane                  | Becki Newton                | Kovács Patrícia       | Mickey második volt felesége és jogi segítője.                                                                                              | 1–   |
| Izzy Letts                   | Jazz Raycole                | Nagy Katica           | Egykori függő és Mickey ügyfele egy biztosítási csalási ügyben, és most a személyes sofőrjeként dolgozik, hogy kifizesse Mickey jogi díját. | 1–   |
| Dennis "Cisco" Wojciechowski | Angus Sampson               | Pál András            | Mickey barátja és nyomozója, valamint Lorna vőlegénye.                                                                                      | 1–   |
| Andrea "Andy" Freemann       | Yaya DaCosta                | Bartsch Kata          | Félelmetes büntetőügyész Trammell ügyében.                                                                                                  | 2.   |

### Mellékszereplők
| Szereplők            | Színész                 | Magyar hang                                                 | Leírás | Évad |
| -------------------- | ----------------------- | ----------------------------------------------------------- | --- | ---- |
| Raymond Grigg        | Ntare Guma Mbaho Mwineg | Nagypál Gábor                                               | Nyomozó, aki Jerry Vincent gyilkossági ügyében nyomoz.                                                                      | 1–   |
| Trevor Elliott       | Christopher Gorham      | Welker Gábor                                                | Milliárdos videojáték-fejlesztő, akit kettős gyilkossággal gyanúsítanak.                                                    | 1.   |
| Mary Holder          | LisaGay Hamilton        | Vándor Éva                                                  | A Los Angeles-i Legfelsőbb Bíróság főbírája.                                                                                | 1.   |
| Lee Lankford         | Jamie McShane           | Végh Péter                                                  | Nyomozó, aki Angelo Soto után nyomoz Maggie-vel.                                                                            | 1.   |
| Angelo Soto          | Reggie Lee              | Király Adrián                                               | Rabszolgamunka alkalmazásával gyanúsított üzlettulajdonos; Maggie vádat emel ellene                                         | 1.   |
| Robert Cardone       | Carlos Bernard          | Dózsa Zoltán                                                | Az újraválasztásért induló kerületi ügyész.                                                                                 | 1.   |
| Janelle Simmons      | Kim Hawthorne           | Nemes Takách Kata                                           | Szintén indul a kerületi ügyészi posztért.                                                                                  | 1.   |
| Jeff Golantz         | Michael Graziadei       | Zámbori Soma                                                | Államügyészhelyettes és ügyész a Trevor Elliot-perben.                                                                      | 1.   |
| Hayley Haller        | Krista Warner           | Pekár Adrienn                                               | Mickey és Maggie lánya. | 1–   |
| James P. Stanton     | Lamont Thompson         | Bognár Tamás                                                | A Trevor Elliott-perben elnöklő bíró.                                                                                       | 1.   |
| Jésus Menendez       | Saul Huezo              | Gacsal Ádám                                                 | Mickey régi ügyfele, akit Mickey arra bátorított, hogy vallja magát bűnösnek, annak ellenére, hogy ártatlannak hitte magát. | 1–   |
| Tanya Cruz           | Katrina Rosita          | Tarr Judit                                                  | Soto barátnője. | 1.   |
| Carol Dubois         | Heather Mazur           | Ősi Ildikó                                                  | Biztosítási ügynök, akinek viszonya volt Jan Rilz-szel.                                                                     | 1.   |
| Eli Wyms             | Mikal Vega              | Petridisz Hrisztosz                                         | Volt tengerészgyalogos és Jerry Vincen ügyfele                                                                              | 1.   |
| Glenn McSweeney      | Mike McColl             | Hegedűs Miklós                                              | Hetes számú esküdt. | 1.   |
| Teddy Vogel          | Chris Browning          | Törköly Levente (1. évad) Gubányi György István (2–3. évad) | A Road Saints Motorcycle Club vezetője.                                                                                     | 1–   |
| Gloria Dayton        | Fiona Rene              | Bogdányi Titanilla                                          | Prostituált és Jésus Menendez ügyének koronatanúja                                                                          | 1–   |
| Lisa Trammell        | Lana Parrilla           | Bertalan Ágnes                                              | Szakács, aki azzal vádolnak, hogy meggyilkol egy ingatlanfejlesztő.                                                         | 2.   |
| Henry Dahl           | Matt Angel              | Rohonyi Barnabás                                            | A Trammell-ügyet feldolgozó podcaster.                                                                                      | 2.   |
| Elena                | Angélica María          | Halász Aranka                                               | Mickey édesanyja, egy színésznő.                                                                                            | 2.   |
| Pete "Kaz" Kazinski  | Douglas Bennett         | Dolmány Attila                                              | A Road Saints Motorcycle Club tagja.                                                                                        | 2.   |
| Teresa Medina        | Marlene Forte           | Csere Ágnes                                                 | Bíró, aki Eli Wyms és Lisa Trammell ügyében elnököl.                                                                        | 1–   |
| David "Legal" Siegel | Elliott Gould           | Harsányi Gábor                                              | Mickey mentora és apja barátja, egy nyugdíjas ügyvéd.                                                                       | 1–   |
| Devon Graye          | Julian La Cosse         | Kaszás Gergő                                                | Strici és Mickey új ügyfele                                                                                                 | 2–   |
| Eddie Rojas          | Allyn Moriyon           | Csiby Gergely                                               | Hayley egykori bébiszittere és Mickey új sofőrje, miután autórablással vádolják.                                            | 3.   |
| Neil Bishop          | Holt McCallany          | Csankó Zoltán                                               | Julian La Cosse ügyében nyomozó volt ügyészségi nyomozó.                                                                    | 3    |
| Bill Forsyth         | John Pirruccello        | Jámbor József                                               | Helyettes kerületi ügyész.                                                                                                  | 3    |

### Magyar változat
- Magyar szöveg: Seres József
- Hangmérnök: Erdélyi Imrey, Levacsics Péter (3. évad)
- Vágó: Kránitz Bence
- Gyártásvezető: Újréti Zsuzsa
- Szinkronrendező: Egyed Mónika
- Produkciós vezető: Felföldi Anna

A szinkront az Iyuno Hungary készítette.

## Évados áttekintés
| Évad | Évad | Epizódok | Amerikai sugárzás | Amerikai sugárzás  | Amerikai adó      | Magyar sugárzás    | Magyar sugárzás | Magyar adó |
| Évad | Évad | Epizódok | Évadpremier       | Évadfinálé         | Amerikai adó      | Évadpremier        | Évadfinálé      | Magyar adó |
| ---- | ---- | -------- | ----------------- | ------------------ | ----------------- | ------------------ | --------------- | ---------- |
|      | 1    | 10       | 2022. május 13.   | 2022. május 13.    |                   | 2022. május 13.    | 2022. május 13. |            |
|      | 2    | 10       | 2023. július 6.   | 2023. augusztus 3. | 2023. július 6.   | 2023. augusztus 3. |                 |            |
|      | 3    | 10       | 2024. október 17. | 2024. október 17.  | 2024. október 17. | 2024. október 17.  |                 |            |

## Epizódok

### 1. évad (2022)
| Sor. | Év. | Cím                                          | Rendező                | Író                                 | Premier         |
| ---- | --- | -------------------------------------------- | ---------------------- | ----------------------------------- | --------------- |
| 1.   | 1.  | Újra nyeregben (He Rides Again)              | Liz Friedlander        | David E. Kelley                     | 2022. május 13. |
| 2.   | 2.  | Ütőkártya (The Magic Bullet)                 | Erin Feeley            | Ted Humphrey                        | 2022. május 13. |
| 3.   | 3.  | Lendület (Momentum)                          | Erin Feeley            | Ted Humphrey                        | 2022. május 13. |
| 4.   | 4.  | Káoszelmélet (Chaos Theory)                  | Bill D'Elia            | Chris Downey                        | 2022. május 13. |
| 5.   | 5.  | Tizenkét báb (Twelve Lemmings in a Box)      | Bill D'Elia            | Andi Bushell                        | 2022. május 13. |
| 6.   | 6.  | Korrupció (Bent)                             | David Grossman         | Gladys Rodriguez                    | 2022. május 13. |
| 7.   | 7.  | A 7-es számú báb (Lemming Number Seven)      | David Grossman         | Zach Calig                          | 2022. május 13. |
| 8.   | 8.  | Kézben az ütőkártya (The Magic Bullet Redux) | Alonso Alvarez-Barreda | Justin Peacock                      | 2022. május 13. |
| 9.   | 9.  | Borzongások völgye (The Uncanny Valley)      | Alonso Alvarez-Barreda | Chris Downey és Ryan Hoang Williams | 2022. május 13. |
| 10.  | 10. | A hazugság csapdájában (The Brass Verdict)   | David Grossman         | Ted Humphrey és Michael Connelly    | 2022. május 13. |

### 2. évad (2023)
| Sor. | Év. | Cím                                                               | Rendező            | Író                              | Premier            |
| ---- | --- | ----------------------------------------------------------------- | ------------------ | -------------------------------- | ------------------ |
| 11.  | 1.  | A szakszerű eljárás szabályai (The Rules of Professional Conduct) | Rob Seidenglanz    | Ted Humphrey                     | 2023. július 6.    |
| 12.  | 2.  | Kötelességek (Obligations)                                        | Rob Seidenglanz    | Gladys Rodriguez                 | 2023. július 6.    |
| 13.  | 3.  | Konfliktusok (Conflicts)                                          | Kate Woods         | Dailyn Rodriguez                 | 2023. július 6.    |
| 14.  | 4.  | Felfedezés (Discovery)                                            | Kate Woods         | Ryan Hoang Williams              | 2023. július 6.    |
| 15.  | 5.  | Gyanakvó elmék (Suspicious Minds)                                 | Antonio Negret     | Zach Calig                       | 2023. július 6.    |
| 16.  | 6.  | Visszavonás (Withdrawal)                                          | Antonio Negret     | Matthew J. Lieberman             | 2023. augusztus 3. |
| 17.  | 7.  | Kinek jó? (Cui Bono)                                              | Shana Stein        | Lisa Quintela                    | 2023. augusztus 3. |
| 18.  | 8.  | Egyezségek és indítványok (Covenants and Stipulations)            | Shana Stein        | Chris Downey és Michael Connelly | 2023. augusztus 3. |
| 19.  | 9.  | Az ötödik tanú (The Fifth Witness)                                | Ted Humphrey       | Katy Erin                        | 2023. augusztus 3. |
| 20.  | 10. | Temetetlen múlt (Bury Your Past)                                  | Ben Hernandez Bray | Ted Humphrey és Dailyn Rodriguez | 2023. augusztus 3. |

### 3. évad (2024)
| Sor. | Év. | Cím                                                        | Rendező                | Író                                       | Premier           |
| ---- | --- | ---------------------------------------------------------- | ---------------------- | ----------------------------------------- | ----------------- |
| 21.  | 1.  | A kígyó (La Culebra)                                       | Alonso Alvarez-Barreda | Ted Humphrey és Dailyn Rodriguez          | 2024. október 17. |
| 22.  | 2.  | Különleges körülmények (Special Circumstances)             | Alonso Alvarez-Barreda | Gladys Rodríguez                          | 2024. október 17. |
| 23.  | 3.  | Egy ágyban az ellenséggel (Strange Bedfellows)             | Antonio Negret         | Matthew J. Lieberman                      | 2024. október 17. |
| 24.  | 4.  | Múltbeli vakfoltok (Rearview Blind Spots)                  | Antonio Negret         | Lisa Quintela                             | 2024. október 17. |
| 25.  | 5.  | Mi történik Victorville-ben? (What Happens in Victorville) | Ben Hernandez Bray     | Ryan Hoang Williams                       | 2024. október 17. |
| 26.  | 6.  | A hajthatatlan ember (Man on Fire)                         | Ben Hernandez Bray     | Katy Erin                                 | 2024. október 17. |
| 27.  | 7.  | Releváns (Relevance)                                       | Paula Garcés           | Dailyn Rodriguez és Isabella A. Rodriguez | 2024. október 17. |
| 28.  | 8.  | A titokzatos ember (Mystery Man)                           | José Gilberto          | Gladys Rodríguez és Jake H. Bernstein     | 2024. október 17. |
| 29.  | 9.  | Kísértetek (Ghosts)                                        | Heather Cappiello      | Matthew J. Lieberman                      | 2024. október 17. |
| 30.  | 10. | A bűnösség istenei (The Gods of Guilt)                     | Ted Humphrey           | Ted Humphrey és Dailyn Rodriguez          | 2024. október 17. |

## A sorozat készítése
2018-ban David E. Kelley írt egy forgatókönyvet egy televíziós sorozathoz, amelyet az A+E Studios az Epixnél indított. Amikor a forgatókönyv nem jutott tovább, úgy döntött, hogy egy másik projekten dolgozik az A+E-vel, és végül Az igazság ára című sorozat adaptálta, miután megosztotta érdeklődését a jogi drámákon való munka iránt. 2019 júniusában a CBS sorozatgyártási kötelezettséget vállalt a projektre. 2020 májusában bejelentették, hogy a sorozat nem folytatódik a CBS-nél az Egyesült Államokban kitört koronavírus-járvány miatt.
A döntés idején, amelyet Kelly Kahl, a CBS Entertainment elnöke "nehéz döntésnek" nevezett, két forgatókönyvet írtak a sorozathoz, további kettő pedig fejlesztés alatt állt, és Logan Marshall-Green tárgyalásokat folytatott a főszereplő Mickey Haller szerepéről. 2021. január 11-én a Netflix 10 epizódos megrendeléssel vette fel a sorozatot, az eredeti 13 epizódos tervhez képest, és bejelentette, hogy Manuel Garcia-Rulfo fogja játszani Hallert.

### Forgatás
A forgatás 2021. március 30-án kezdődött Los Angelesben. A forgatás 2021. augusztus 3-án fejeződött be. A 2. évad forgatása 2022. október 31-én kezdődött és 2023 márciusáig tartott.